# David Selini
David Selini, född 20 februari 1994, är en svensk fotbollstränare. Han är sedan säsongen 2024 assisterande tränare i Hammarby IF.
Selini är född i Stockholm men flyttade som ung norrut och inledde sedan sin tränarkarriär 2013 i Bodens BK:s ungdomslag parallellt med sin spelarkarriär i klubbens A-lag. I samband med lärarstudier vid Linköpings universitet var Selini, säsongen 2021, huvudtränare för universitets- och division 5-klubben LiU AIF FK, men rekryterades i augusti samma år till Norrköpingsklubben IF Sylvia som assisterande tränare. 
Sex månader efter Selini befann sig i ett division 5-lag, värvades Selini, inför säsongen 2022, som assisterande tränare för den allsvenska klubben IFK Värnamo. Detta efter den nyrekryterade huvudtränaren, Kim Hellberg, tipsades om Selini.  Hans första allsvenska match som tränare förlorades med 2-1 mot IFK Göteborg, men däremot slutade Värnamo på en 10:e plats i deras första säsong i högstaligan. Säsongen därpå lyckades den Småländska klubben knipa en 5:e plats, med Selini och Hellberg vid rodret. Inför säsongen 2024 anställdes Selini, tillsammans med Hellberg, av ligakonkurrenten tillika hemstadsklubben, Hammarby IF. Tränarduons första ligamatch med Hammarby, den 31 mars, vanns med 3-1 mot Kalmar FF.